# Barria piceae
Barria piceae är en svampart som beskrevs av Z.Q. Yuan 1994. Barria piceae ingår i släktet Barria och familjen Phaeosphaeriaceae.   Inga underarter finns listade i Catalogue of Life.